# Kornél Ábrányi

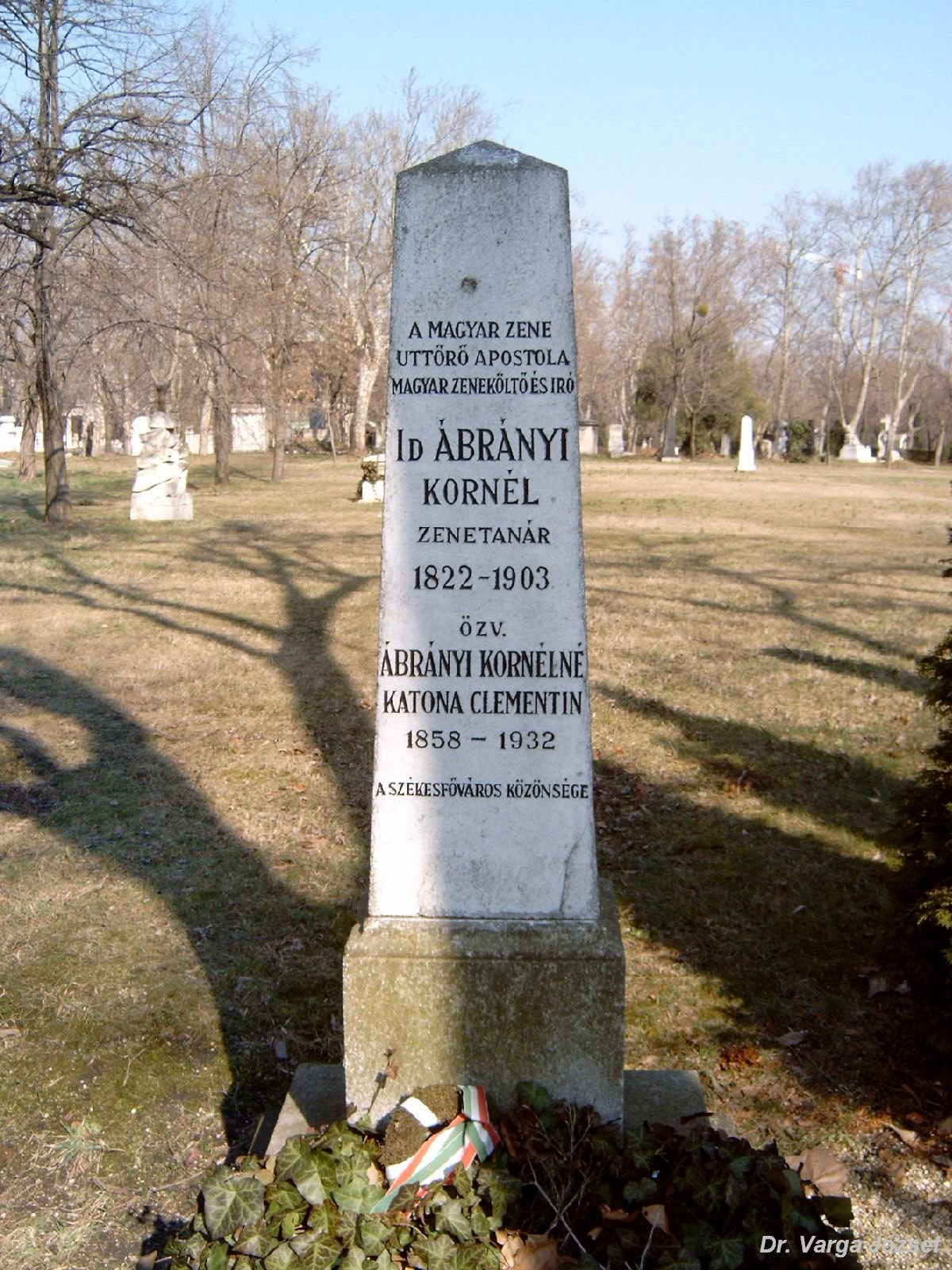
Kornél Ábrányis gravsten i Budapest.

Kornél Ábrányi, född 15 oktober 1822, död 20 december 1903, var en ungersk musikskriftställare och tonsättare. Han var far till Kornél och Emil Ábrányi.
Ábrányi var elev till bland andra Chopin och Friedrich Kalkbrenner samt sedan 1875 professor vid musikaliska akademien i Pest. Ábrányi var en varm förkämpe för tonkonstens förnyelse i sitt hemland och grundade 1860 Ungerns första musiktidskrift, utgav ett flertal skrifter på musikestetikens, harmonilärans och musikhistoriens områden, skrev en biografi över Ferenc Erkel, den nationellt ungerska operans skapare (1894), samt översatte ett stort antal operatexter.